# Главный судья Занзибара
Гла́вный судья́ Занзиба́ра — высший судья Занзибара, части государства Объединённая Республика Танзания. Он назначается президентом Занзибара в консультации с Комиссией по судебным делам и председательствует в Верховном суде в Занзибаре.

## История
Занзибар перешёл под протекторат Британской империи по англо-германскому соглашению 1890 года. Протекторат получил независимость в 1963 году и, после революции, молодое государство объединилось с Танганьикой в Объединённую Республику Танганьики и Занзибара, которая позднее была переименована в Объединённую Республику Танзания. Несмотря на объединение, обе части нового государства сохранили свою судебную систему.
Апелляционный суд в Занзибаре, имеющий юрисдикцию в отношении всего штата, был открыт в 1897 году.

## Главные судьи Занзибара
- 1897—1901: Уолтер Бортвик Крэкнолл[5]
- 1901—1904: Джордж Беттсворт Пигготт[6]
- 1904—1914: Линдсей Смит[7]
- 1915—1919: Джеймс Уильям Мюрисон[8]
- 1919—1925: Томас Симондс Томлинсон[9]

## Главный судья Занзибара
- 1925—1928: Томас Симондс Томлинсон[9]
- 1928—1933: Джордж Хантер Пикеринг[10]
- 1934—1939: Чарльз Эван[11]
- 1939—1941: Джон Верити[12]
- 1941—1952: Джон Милнер Грей[13]
- 1952—1955: Джордж Гилмор Робинсон[14]
- 1955—1959: Ральф Уиндхэм[15]
- 1959—1964: Джеральд МакМахон Махон[16]
- 1964—1969: Революционный совет (главный судья: Джеффри Йонас Хорсфолл)
- 1970—1978: Али Хаджи Панду
- 1985—2011: Хамид Махмуд Хамид
- С 2011: Омар Макунгу[17]